# IDS Logistik
IDS Logistik GmbH (Interessengemeinschaft der Spediteure) ist eine deutsche Kooperation für europaweite Stückguttransporte. Als Gesellschafter beteiligt sind 6 mittelständische Spediteurunternehmen sowie die Konzerne DSV (Dänemark) und Kühne + Nagel (Schweiz).
IDS wurde 1982 von mittelständischen Spediteuren gegründet. Der tägliche Sammelgutverkehr wurde im Jahre 1987 begonnen.

## Unternehmenszahlen
Mit 13,79 Millionen Sendungen bzw. einer beförderten Tonnage von 2,94 Millionen Tonnen im Jahr 2018 ist der IDS-Verbund im Bereich der Stückgutverkehre führend in Deutschland. Die Speditions-Unternehmen im IDS-Verbund beschäftigen rund 6.666 Mitarbeiter (Stand: Dezember 2018).

## Produkte und Leistungen
IDS bietet im Standardversand national (IDS ONE DAY) eine Regellaufzeit von 24 Stunden an. Es gibt gegen Aufpreis die Zustellung am ersten Werktag nach Abholung bis 8 Uhr, 10 Uhr oder 12 Uhr (IDS EXPRESS 8 / 10 / 12). Dazu kommen Beschaffungslogistik (IDS BELOG), eine Branchenlösung für Bau- und Heimwerkermärkte (IDS DIY) und ein Service für Privatempfänger (B2C).
Im internationalen Stückgutversand bietet IDS eine flächendeckende Lösung für alle europäischen Länder (IDS EUROPE). Dabei nutzt die Kooperation die Landesorganisationen der Gesellschafter DSV und Kühne + Nagel sowie ausgewählte europäische Partner. Die Regellaufzeit richtet sich nach der Entfernung. Sie liegt zwischen 24 Stunden (bis 400 km) und maximal 96 Stunden (über 1.100 km).

## Netzwerkstruktur
Das Nahverkehrszustellgebiet richtet sich nach dem PLZ-System. Der IDS-Verbund hat insgesamt 50 Standorte in Deutschland. Davon gehören 14 zu Kühne + Nagel, 7 zu DSV (Stand: April 2019).
IDS verfügt über ein zentrales Hub (Hauptumschlagsbasis) im hessischen Neuenstein, das von allen IDS Netzwerk-Partnern angefahren werden kann. Dies ist vor allem für Partner aus strukturschwachen Gebieten sinnvoll und erlaubt das Auffangen von Überhängen, die sonst nicht innerhalb von 24 Stunden zugestellt werden könnten. Ferner gibt es speziell für Süddeutschland ein Süd-Hub, das sich in Satteldorf  (bei Crailsheim) befindet sowie ein Nord-Hub in Langenhagen (bei Hannover) für Norddeutschland. Beide Regional-Hubs dienen dem Umschlag von Sendungen mit Versand- und Zielort innerhalb der jeweiligen Region. Der Standort Langenhagen dient darüber hinaus als Hub für alle Verkehre in die skandinavischen Länder.
Für das Auffangen von Überhängen ist es den im IDS-Verbund organisierten Spediteuren ebenfalls gestattet, so genannte NIPs anzufahren (nicht-IDS-Partner). Dies muss allerdings dem IDS gemeldet werden.

## Softwarelösung
Alle IDS-Partner verwenden eine einheitliche webbasierte Software. Dazu gehören die Sendungserfassung (IDS ORDER) und das Zentrale Auskunftssystem (ZAS). Mit Hilfe des ZAS können Kunden Zustellungsnachweise unmittelbar nach der Zustellung selbst ausdrucken. Das ist möglich, da alle IDS-Fahrzeuge mit Funkscannern ausgestattet sind. Des Weiteren besteht die Möglichkeit, für Versender und Empfänger über die Sendungsnummer den Status der Sendung zu ermitteln.